# Зав'ялова Олександра Семенівна
Олександра Семенівна Зав'ялова (рос. Александра Семёновна Завьялова; 4 лютого 1936, село Тітовка, Сосновський район, Тамбовська область, РРФСР, СРСР — 3 лютого 2016, Санкт-Петербург, Росія) — радянська і російська актриса театру і кіно. Заслужена артистка Російської Федерації (1994).

## З життєпису
Закінчила Ленінградський театральний інститут (1958).
Дебютувала в кіно у фільмі Олександра Зархі «Люди на мосту» (1959).
Всесоюзну популярність принесли ролі в картинах «Альошкіна любов» (1962) і «Тіні зникають опівдні» (1971).
Працювала на дублюванні іноземних фільмів.
Була убита вночі 3 лютого 2016 року, напередодні свого 80-річчя. У вбивстві підозрюють її сина.
Похована на Смоленському кладовищі в Санкт-Петербурзі.

## Фільмографія
Грала у фільмах:
- «Люди на мосту» (1959, Олена)
- «Пісня про Кольцова» (1959, Дуня),
- «Чекайте листів» (1960, Римма),
- «Хліб і троянди» (1960, Любаша),
- «Будні і свята» (1961, Світлана)
- «Альошкіна любов» (1962, Зіна),
- «Самотність» (1964, Наталя),
- «Фро» (1964, Єфросинія (Фро), за однойменним оповіданням А. Платонова),
- «Клятва Гіппократа» ((латис.) «Hipokrāta zvērests», Ризька кіностудія; 1965, Валентина Томілова),
- «Сергій Лазо» (1967, Ольга Грабенко),
- «Чотири сторінки одного молодого життя» (1967, Поліна),
- «Чародійка» (1969, фільм-спектакль),
- «Зустріч у старої мечеті» (1969, Маша),
- «Любов Петра Івлєва» (1970, фільм-спектакль),
- «Тіні зникають опівдні» (1971, Серафима Кличкова (Пістімея Макарівна Морозова)
- «Білі одежі» (1992, Рая) та ін.